# Lexington (personaggio)
Lexington, comunemente detto Lex è un personaggio della serie televisiva a cartoni animati Gargoyles - Il risveglio degli eroi realizzata dalla Disney e andata in onda dal 1994 al 1997.
In italiano è doppiato da Simone Mori.

## Caratteristiche del personaggio
Lexington è il più giovane dei Gargoyles del clan di manhattan, è poco più di un bambino, si diverte con poco ed è estremamente ingenuo e buontempone; tuttavia, nonostante ciò, sa essere anche un valido guerriero.
Ha molto rispetto per Golia e Hudson, ed i suoi migliori amici sono Broadway e Brooklyn, con i quali condivide un rapporto fraterno. Gioca spesso con il "cane da guardia" del clan Bronx, nonostante questi sia di natura pigra e si annoi in fretta.
Nonostante non prenda troppo sul serio Brooklyn in vesti di capoclan, avrà comunque un grande rispetto per lui.
Avrà una cotta per Angela ma non sarà nulla di serio e non durerà molto rispetto all'infatuaziuone dei suoi amici.
Gli è molto simpatica anche Elisa Maza, con la quale passerà molto tempo e da cui imparerà le sue principali conoscenze informatiche.
Lex è un esperto di tecnologia e gli piacciono molto la scienza, l'informatica e l'elettronica; lo si vede spesso trafficare con computer e videogiochi. La sua ingenuità è tanto disarmante che spesso prende per vera qualunque cosa veda in televisione.
Le sue abilità meccaniche lo hanno portato a divenire il tecnico non-ufficiale del clan di Manhattan.
Lexington è più piccolo degli altri gargoyles, ed è meno alto di un bambino umano; è di colore ocra e le sue ali invece che simili a quelle di un pipistrello ricordano molto di più quelle di uno scoiattolo volante. È privo di capelli, possiede due denti acuminati e sporgenti che fuoriescono dalla mascella inferiore, due grandi orecchie appuntite, gli occhi a palla e due minuscole corna. I suoi occhi inoltre si illuminano di bianco quando è agitato o arrabbiato.

## Biografia del personaggio
Nasce in Scozia nel clan di gargoyles del castello Wyvern, intorno al 967 d.C. circa, e ciò lo rende il più giovane membro del clan, nonostante la stazza ridotta e l'aspetto singolare è un valido guerriero.
Nel 994 sopravviverà all'attacco vichingo grazie a Golia, che lo aveva rinchiuso nel nido per punizione assieme a Bronx, Brooklyn e Broadway.
Si recherà in seguito ad aiutare gli umani rapiti dai vichinghi me verrà pietrificato dal Magus e rimarrà tale per 1000 anni.
Nel 1994, risvegliato dal suo sonno assieme ai compagni grazie a David Xanatos sarà l'ultimo a scegliersi il nome. Inizialmente sarà sfruttato dall'uomo, ma poi Elisa mostrerà ai gargoyles che razza di uomo è Xanatos provocando la loro ribellione.
Da allora i gargoyles vivranno nella torre dell'orologio della centrale di polizia in cui lavora la donna.
I suoi idoli diverranno i membri del Branco, show televisivo di cui è un fan sfegatato; arriverà addirittura a mostrarsi al gruppo (ignorando che essi sono in realtà un gruppo di mercenari al soldo di Xanatos) essi approfittando della sua ingenuità faranno sì che organizzi un incontro tra loro ed il suo "capo" Golia; facendo finire sia lui sia il suo leader in una trappola da cui riusciranno a stento ad uscire.
Dopo questa esperienza odierà profondamente i membri del Branco ed in particolare il loro leader: Volpe.
In seguito tuttavia lui e la donna faranno pace nella seconda stagione, quando lei, divenuta madre da parte di Xanatos partorirà il piccolo Alexander, verso il quale si dimostrerà incredibilmente protettivo; da allora sarà una sorta di padrino del bambino e i rapporti tra lui e i suoi genitori diverranno via via confidenziali ed amichevoli.
Nella terza stagione non canonica salverà il piccolo Alex da un rapitore, e ciò sarà d'aiuto all'obiettivo di legittimare i gargoyles agli occhi degli uomini; obiettivo che lui e i suoi compagni raggiungeranno solo alla fine della serie.
Ben più drammatica è la situazione, nel seguito canonico delle prime due stagioni a fumetti. Gli umani sanno dell'esistenza dei gargoyle, e questi ultimi non hanno altra scelta che rimanere al castello di Xanatos, intenzionato ad approfittare della situazione per usarli per i suoi loschi scopi; se poi provassero ad andarsene dal castello sarebbero preda facile per John Castaway e la squadra anti-gargoyle.
Durante la festa di Halloween, svoltasi nell'Eyre Building, il malvagio gargoyle Ailog attacca il clan di Manhattan insieme al clan dei cloni. L'obiettivo principale del malvagio gargolye è quello di prelevare campioni di DNA da tutto il clan, e sfortunatamente ci riesce ferendo tutti con pugnali nascosti. Delilah, che era presenta alla festa, riesce a porre fine allo scontro e, avendo imparato a ragionare da sola, decide di non allearsi con Ailog e di ritornare al covo di Talon e con lei vanno gli altri cloni, eccezione fatta per Brentwood che si allea con Ailog. Dopo che il malvagio gargoyle se n'è andato, tutti i membri del clan di Manhattan vengono curati dal dott. Sato.
In seguito sia Hudson sia Lexington andranno con Macbeth a Londra, ed insieme al clan di Griff e Re Artù cercheranno di portare la Pietra del Destino in Scozia. Sfortunatamente Xanatos cercherà di impossessarsene e scaglierà contro di loro Freddoacciao, Coyote e i robot gargoyle. Hudson durante lo scontro subirà le pene dell'inferno per colpa di Freddoacciao, ma interverranno Pietrafredda e Fuocofreddo salvandogli la vita e sconfiggendo tutti i nemici. Purtroppo il piano di portare la pietra del Destino in Scozia fallirà, poiché Xanatos riuscirà a prenderla.
Dopodiché Lexington ritornerà a Manhattan insieme a Hudson, Pietrafredda e Fuocofreddo, e dopo aver conosciuto Katana e Nashville, moglie e figlio di Brooklyn, lui e tutto il suo clan andranno a Times Square a fermare il Branco.

## Poteri e abilità
Come tutti i gargoyles Lexington dispone di forza, resistenza e agilità sovrumane, è in grado di sfondare una porta di metallo a spallate, abbattere un muro di pietra a pugni, perforare l'acciaio con gli artigli e scaraventare un essere umano a centinaia di metri di distanza, può pareggiare la velocità di un felino in un percorso rettilineo e per abbatterlo ci vogliono come minimo quattro uomini armati. È estremamente resistente ai sedativi e al dolore ed è capace di affrontare anche più avversari alla volta con una destrezza incredibile. Il tutto nonostante la stazza ridotta.
Durante il giorno il suo corpo è pietrificato e lui si trova in uno stato simile al sonno per un umano; sebbene questo sia uno svantaggio, poiché in questo stato è estremamente vulnerabile ad un attacco nemico, dall'altra parte è ciò che permette alla sua specie di riprendersi da ferite e stordimenti; indipendentemente dalle condizioni in cui i gargoyles versano al sorgere del sole, infatti, alla seguente notte sono nuovamente in perfetta forma fisica. Tale processo gli permette anche di fare a meno dell'immenso apporto calorico necessario per il sostentamento della sua specie (all'incirca tre mucche al giorno secondo Sevarius); dunque per vivere non avrebbe bisogno né di mangiare né di bere. Il che però non vuol dire che non gli piaccia farlo comunque.
Lex possiede delle ali estremamente diverse rispetto a quelle degli altri suoi simili, le quali ricordano quelle dei pipistrelli; difatti le ali di Lex sono più simili a quelle di uno scoiattolo volante e sono saldate a braccia e gambe. La loro singolare forma sottolinea la loro funzione (identica a quella degli altri gargoyles) non di "volare" come lo intendono gli umani, ma possono solo planare sulle correnti d'aria, soprattutto se ascensionali.
Ciò nonostante non si fa trasportare dal vento, ma una volta sospeso può direzionare il suo andamento spostando il suo baricentro o sbattendo le ali.
Lex è un ottimo ingegnere, è in grado di comprendere con estrema facilità il funzionamento di qualsiasi apparecchiatura elettronica (inclusi i robot di Xanatos); inoltre è un pilota provetto, è stato capace di apprendere in brevissimo tempo a pilotare un'auto, una motocicletta e perfino un elicottero.
Quando si arrabbia i suoi occhi hanno la fosforescenza bianca tipica dei gargoyles.

## Curiosità
- è l'unico gargoyle mostrato ad avere quella determinata conformazione alare.
- Nel quinto episodio della seconda stagione viene mostrato che, se fosse umano, avrebbe i capelli castani.
- L'autore della serie, Greg Weisman ha dichiarato in un'intervista che Lexington è gay, ma i produttori gli hanno impedito di mostrarlo esplicitamente nello show trattandosi di un cartone animato rivolto soprattutto ai bambini[1].
- Nell'episodio L'incubo vi è un Lexington cyborg, causa soprattutto di tutto il disastro che Golia ha visto. In realtà ciò è metaforico, poiché non sarà Lexington ma il suo malvagio clone Brentwood ad essere l'artefice di un grande disastro che avverrà in futuro ed il fatto che si sia alleato con Ailog di sua spontanea volontà è già un indizio.